# Giovanni Battista Guidotti
Giovanni Battista Guidotti (Bellagio, 30 gennaio 1902 – Bellagio, 2 luglio 1994) è stato un pilota automobilistico e manager italiano.
Vinse la Mille Miglia del 1930 insieme a Tazio Nuvolari.

## Biografia
Iniziò a lavorare in Alfa Romeo nel 1926 come meccanico e capo collaudatore. Arrivò quarto alla Mille Miglia nel 1928 insieme a Attilio Marinoni su Alfa Romeo 6C 1500 Sport.
Insieme a Tazio Nuvolari vinse la Mille Miglia del 1930; nello stesso anno arrivò terzo al Giro di Sicilia.
Nel 1932 arrivò secondo alla 24 Ore di Le Mans su Alfa Romeo 8C 2300 LM.
Dopo la seconda guerra mondiale, divenne manager della squadra corsa e prese parte ad alcune gare tra cui il Gran Premio del Belgio 1947, dove finì terzo su una Alfa Romeo 158.
Occasionalmente sostitui le prime guide come Luigi Fagioli al Gran Premio di Gran Bretagna 1950 e Consalvo Sanesi al Gran Premio di Svizzera 1951. Si ritirò nel 1963. Muore nel 1994 ed oggi riposa nel cimitero di Bellagio.

## Risultati

### Formula 1
| 1950 | Scuderia   | Vettura |    |  |  |  |  |  |  |  |  |  |  |  |  |  |  |  |  |  |  |  |  |  |  |  | Punti | Pos. |
| ---- | ---------- | ------- | -- |  |  |  |  |  |  |  |  |  |  |  |  |  |  |  |  |  |  |  |  |  |  |  | ----- | ---- |
| 1950 | Alfa Romeo | 158     | SP |  |  |  |  |  |  |  |  |  |  |  |  |  |  |  |  |  |  |  |  |  |  |  |       |      |

| 1951 | Scuderia   | Vettura |    |  |  |  |  |  |  |  |  |  |  |  |  |  |  |  |  |  |  |  |  |  |  |  | Punti | Pos. |
| ---- | ---------- | ------- | -- |  |  |  |  |  |  |  |  |  |  |  |  |  |  |  |  |  |  |  |  |  |  |  | ----- | ---- |
| 1951 | Alfa Romeo | 159     | SP |  |  |  |  |  |  |  |  |  |  |  |  |  |  |  |  |  |  |  |  |  |  |  |       |      |

| Legenda | 1º posto     | 2º posto | 3º posto    | A punti         | Senza punti/Non class.  | Grassetto – Pole position Corsivo – Giro più veloce |
| Legenda | Squalificato | Ritirato | Non partito | Non qualificato | Solo prove/Terzo pilota | Grassetto – Pole position Corsivo – Giro più veloce |

### Risultati nel Campionato europeo di automobilismo
| 1937    | Scuderia   | Vettura           | BEL | GER | MON | SVI | ITA | Punti | Posizione |
| ------- | ---------- | ----------------- | --- | --- | --- | --- | --- | ----- | --------- |
| 1937    | Alfa Corse | Alfa Romeo 12C-37 |     |     |     |     | Rit | 38    | 32º       |
| Legenda |            |                   |     |     |     |     |     |       |           |

### Risultati nei Gran Premi di automobilismo
| 1947    | Scuderia   | Vettura        | SVI | BEL | ITA | FRA |  | Posizione |
| ------- | ---------- | -------------- | --- | --- | --- | --- |  | --------- |
| 1947    | Alfa Corse | Alfa Romeo 158 |     | 3   |     |     |  | -         |
| Legenda |            |                |     |     |     |     |  |           |

### Risultati nella 24 Ore di Le Mans
| Anno | Classe | N° | Gomme | Vettura                                                    | Squadra               | Co-piloti      | Giri | Pos. Assol. | Pos. di Classe |
| ---- | ------ | -- | ----- | ---------------------------------------------------------- | --------------------- | -------------- | ---- | ----------- | -------------- |
| 1932 | 3.0    | 11 | D     | Alfa Romeo 8C 2300 LM Alfa Romeo 2.3L Supercharged I8      | Soc. Anon. Alfa Romeo | Franco Cortese | 216  | 2º          | 2º             |
| 1937 | 5.0    | 4  | D     | Alfa Romeo 8C 2900A Spyder Alfa Romeo 2.9L Supercharged I8 | Raymond Sommer        | Raymond Sommer | 11   | DNF         | DNF            |

### Risultati nella Mille Miglia
| Anno    | Scuderia       | Costruttore | Vettura                                   | Numero | Categoria | Classe  | Co-Pilota/Meccanico | Risultato di classe | Risultato assoluto |
| ------- | -------------- | ----------- | ----------------------------------------- | ------ | --------- | ------- | ------------------- | ------------------- | ------------------ |
| 1928    | Pilota privato | Alfa Romeo  | Alfa Romeo 6C 1500 SS Spider Zagato       | 26     | Sport     | S 1.5   | Attilio Marinoni    | 2°                  | 4°                 |
| 1929    | Pilota privato | Alfa Romeo  | Alfa Romeo 6C 1500 SS Siluro Ghia         | 76     | Sport     | S 1.5   | Francesco Pirola    | 1°                  | 13°                |
| 1930    | Alfa Romeo     | Alfa Romeo  | Alfa Romeo 6C 1750 GS tf Spider Zagato    | 84     | Sport     | S 2.0   | Tazio Nuvolari      | 1°                  | 1°                 |
| 1931    | Alfa Romeo     | Alfa Romeo  | Alfa Romeo 8C 2300 corto Spider Zagato    | 104    | Sport     | S +1.1  | Tazio Nuvolari      | 8°                  | 9°                 |
| 1932    | Alfa Romeo     | Alfa Romeo  | Alfa Romeo 8C 2300 MM Spider Touring      | 105    | Sport     | S +1.5  | Tazio Nuvolari      | Rit                 | Rit                |
| 1937    | Ferrari        | Alfa Romeo  | Alfa Romeo 6C 2300B MM Berlinetta Touring | 119    | Turismo   | TN +1.5 | Ercole Boratto      | 1°                  | 4°                 |
| 1940    | Pilota privato | Lancia      | Lancia Aprilia berlinetta aerodinamica    | 67     | ?         | 1.5     | Leoncini            | Rit                 | Rit                |
| Legenda |                |             |                                           |        |           |         |                     |                     |                    |